# 阿克希奥克 (阿拉斯加州)
阿克希奥克（英語：Akhiok），是美国阿拉斯加州的一座城市。该市的人口在2000年为80人，2010年有71人。人口在阿拉斯加州排行第139。